# Carel Steven Adama Van Scheltema

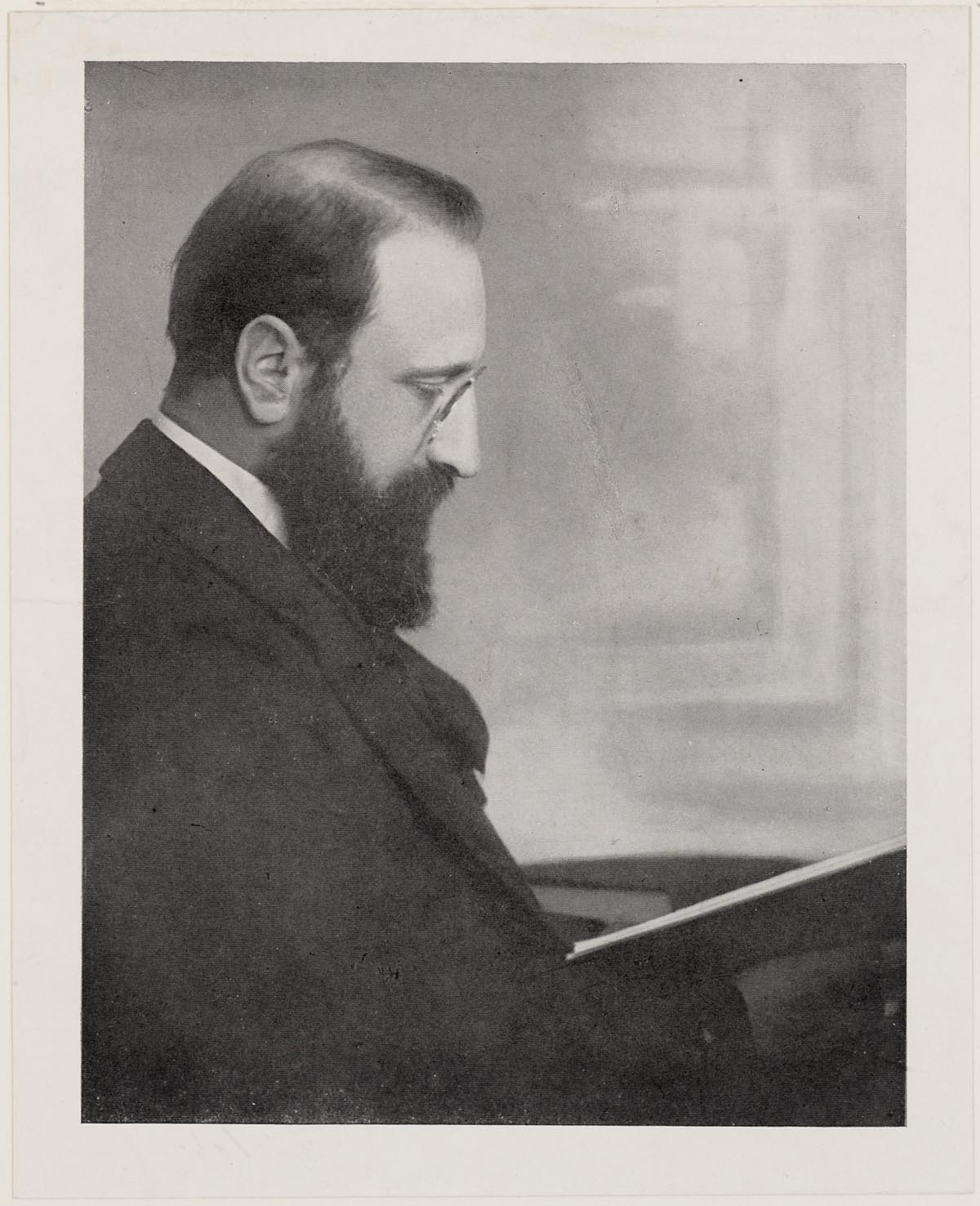
C.S. Adama van Scheltema

 Carel Steven Adama Van Scheltema  (Holanda, 1877 — 1924)
Foi um poeta holandês, autor de Een Weg van Werzen, Levende Steden e Naakt Model (comédia).